# Скобелевское сельское поселение
Скобелевское сельское поселение — муниципальное образование в Гулькевичском районе Краснодарского края России.
В рамках административно-территориального устройства Краснодарского края ему соответствует Скобелевский сельский округ. 
Административный центр — станица Скобелевская.

## Население
| 2010  | 2012  | 2013  | 2014  | 2015  | 2016  | 2017  |
| ----- | ----- | ----- | ----- | ----- | ----- | ----- |
| 1661  | ↗1694 | ↘1668 | ↘1636 | ↘1612 | ↘1594 | ↘1564 |
| 2018  | 2019  | 2020  | 2021  | 2023  |       |       |
| ↗1573 | ↗1576 | ↘1574 | ↗1598 | ↘1583 |       |       |

## Населённые пункты
В состав сельского поселения (сельского округа) входят 7 населённых пунктов:
| № | Населённый пункт | Тип населённого пункта | Население (чел.) |
| - | ---------------- | ---------------------- | ---------------- |
| 1 | Скобелевская     | станица                | ↘1216            |
| 2 | Борисов          | хутор                  | →102             |
| 3 | Журавлев         | хутор                  | ↗209             |
| 4 | Партизан         | хутор                  | ↘2               |
| 5 | Родников         | хутор                  | ↗9               |
| 6 | Сергеевский      | хутор                  | ↘35              |
| 7 | Спорный          | хутор                  | ↘88              |